# Giro de Toscana
El Giro de Toscana és una cursa ciclista que es disputa anualment a la Toscana, Itàlia, des del 1923. El 1946, 1967 i 1986 va servir per determinar el campió d'Itàlia en ruta. Des del 2005 forma part del circuit UCI Europe Tour.

## Palmarès
| Any                               | Vencedor                 | Segon                      | Tercer                      |
| --------------------------------- | ------------------------ | -------------------------- | --------------------------- |
| 1923                              | Costante Girardengo      | Federico Gay               | Giovanni Brunero            |
| 1924                              | Costante Girardengo      | Pietro Linari              | Michele Gordini             |
| 1925                              | Nello Ciaccheri          | Marco Giuntelli            | Giovanni Del Taglio         |
| 1926                              | Alfredo Binda            | Costante Girardengo        | Domenico Piemontesi         |
| 1927                              | Alfredo Binda            | Domenico Piemontesi        | Giovanni Brunero            |
| 1928                              | Alessandro Catalani      | Colombo Neri               | Mario Pomposi               |
| 1929                              | Leonida Frascarelli      | Siro Magagnini             | Marco Giuntelli             |
| 1930                              | Pio Caimmi               | Alfredo Binda              | Luigi Marchisio             |
| 1931 edició no realitzada         |                          |                            |                             |
| 1932                              | Learco Guerra            | Luigi Giacobbe             | Alfredo Binda               |
| 1933 edició no realitzada         |                          |                            |                             |
| 1934                              | Mario Cipriani           | Giuseppe Martano           | Adriano Vignoli             |
| 1935                              | Mario Cipriani           | Giuseppe Martano           | Giuseppe Olmo               |
| 1936                              | Giovanni Cazzulani       | Mario Cipriani             | Giovanni Gotti              |
| 1937                              | Olimpio Bizzi            | Glauco Servadei            | Giovanni Valetti            |
| 1938                              | Mario Vicini             | Learco Guerra              | Ruggero Balli               |
| 1939                              | Gino Bartali             | Mario Vicini               | Olimpio Bizzi               |
| 1940                              | Gino Bartali             | Mario Vicini               | Sebastiano Torchio          |
| 1941                              | Fausto Coppi             | Gino Bartali               | Gino Fondi                  |
| 1942                              | Vito Ortelli             | Gino Bartali               | Glauco Servadei             |
| 1943                              | Olimpio Bizzi            | Glauco Servadei            | Gino Bartali                |
| 1944-1945 edicions no realitzades |                          |                            |                             |
| 1946                              | Aldo Ronconi             | Gino Bartali               | Vito Ortelli                |
| 1947                              | Bruno Pasquini           | Nedo Logli                 | Alfredo Martini             |
| 1948                              | Gino Bartali             | Luciano Maggini            | Sergio Maggini              |
| 1949                              | Fiorenzo Magni           | Danilo Barozzi             | Leo Castellucci             |
| 1950                              | Gino Bartali             | Primo Volpi                | Giulio Bresci               |
| 1951                              | Loretto Petrucci         | Giuseppe Minardi           | Franco Giacchero            |
| 1952                              | Rinaldo Moresco          | Franco Giacchero           | Angelo Conterno             |
| 1953                              | Gino Bartali             | Elio Brasola               | Giovanni Pettinati          |
| 1954                              | Fiorenzo Magni           | Armando Barducci           | Pasquale Fornara            |
| 1955                              | Arrigo Padovan           | Franco Aureggi             | Tranquillo Scudellaro       |
| 1956                              | Nello Fabbri             | Cleto Maule                | Guido de Santi              |
| 1957                              | Alfredo Sabbadin         | Emilio Bottecchia          | Giorgio Albani              |
| 1958                              | Willy Vannitsen          | Guido Carlesi              | Giorgio Albani              |
| 1959                              | Adriano Zamboni          | Angelo Conterno            | Guido Boni                  |
| 1960                              | Nino Defilippis          | Adriano Zamboni            | Guido Carlesi               |
| 1961                              | Marino Fontana           | Adriano Zamboni            | Rino Benedetti              |
| 1962                              | Guido Carlesi            | Diego Ronchini             | Dino Liviero                |
| 1963                              | Vito Taccone             | Vittorio Adorni            | Imerio Massignan            |
| 1964                              | Giorgio Zancanaro        | Roberto Poggiali           | Aldo Moser                  |
| 1965                              | Luciano Sambi            | Imerio Massignan           | Renzo Baldan                |
| 1966                              | Rudi Altig               | Dino Zandegù               | Felice Gimondi              |
| 1967                              | Franco Balmamion         | Michele Dancelli           | Vittorio Adorni             |
| 1968                              | Franco Bitossi           | Adriano Durante            | Marino Basso                |
| 1969                              | Giorgio Favaro           | Ernesto Jotti              | Attilio Rota                |
| 1970                              | Gianfranco Bianchin      | Ernesto Jotti              | Romano Tumellero            |
| 1971                              | Giancarlo Polidori       | Antoon Houbrechts          | Arturo Pecchielan           |
| 1972                              | Josef Fuchs              | Georges Pintens            | Giuseppe Perletto           |
| 1973                              | Roger De Vlaeminck       | Roberto Poggiali           | Fabrizio Fabbri             |
| 1974                              | Francesco Moser          | Franco Bitossi             | Sigfrido Fontanelli         |
| 1975                              | Constantino Conti        | Franco Bitossi             | Roger De Vlaeminck          |
| 1976                              | Francesco Moser          | Walter Riccomi             | Pierino Gavazzi             |
| 1977                              | Francesco Moser          | Roger De Vlaeminck         | Alfio Vandi                 |
| 1978                              | Giuseppe Perletto        | Pierino Gavazzi            | Giuseppe Martinelli         |
| 1979                              | Mario Noris              | Giuseppe Fatato            | Renato Laghi                |
| 1980                              | Nazzareno Berto          | Giuseppe Saronni           | Pierino Gavazzi             |
| 1981                              | Gianbattista Baronchelli | Pierino Gavazzi            | Francesco Moser             |
| 1982                              | Francesco Moser          | Gianbattista Baronchelli   | Alfio Vandi                 |
| 1983                              | Alfons De Wolf           | Massimo Ghirotto           | Riccardo Magrini            |
| 1984                              | Gianbattista Baronchelli | Bruno Leali                | Giuliano Pavanello          |
| 1985                              | Ezio Moroni              | Giovanni Mantovani         | Jens Veggerby               |
| 1986                              | Claudio Corti            | Roberto Visentini          | Massimo Ghirotto            |
| 1987                              | Renato Piccolo           | Claudio Chiappucci         | Roberto Pagnin              |
| 1988                              | Ron Kiefel               | Silvano Contini            | Daniele Pizzol              |
| 1989                              | Maurizio Fondriest       | Dmitri Konyschew           | Gianbattista Baronchelli    |
| 1990                              | Marco Saligari           | Marco Lietti               | Roberto Pagnin              |
| 1991                              | Massimiliano Lelli       | Leonardo Sierra Sepúlveda  | Giorgio Furlan              |
| 1992                              | Giorgio Furlan           | Leonardo Sierra Sepúlveda  | Gianni Faresin              |
| 1993                              | Massimiliano Lelli       | Leonardo Sierra Sepúlveda  | Stefano Della Santa         |
| 1994                              | Francesco Casagrande     | Pascal Richard             | Massimo Ghirotto            |
| 1995                              | Massimo Podenzana        | Denis Zanette              | Alberto Elli                |
| 1996 edició no realitzada         |                          |                            |                             |
| 1997                              | Sergio Barbero           | Michele Bartoli            | Vladímir Pulnikov           |
| 1998                              | Francesco Secchiari      | Stefano Faustini           | Massimo Donati              |
| 1999                              | Luca Scinto              | Nicola Miceli              | Alessandro Spezialetti      |
| 2000                              | Ruslan Ivanov            | Sergio Barbero             | Gianluca Bortolami          |
| 2001                              | Gorazd Štangelj          | Pascal Hervé               | Pablo Lastras García        |
| 2002                              | Aleksandr Xefer          | Paolo Bettini              | Giuseppe Palumbo            |
| 2003                              | Rinaldo Nocentini        | Massimo Giunti             | Tadej Valjavec              |
| 2004                              | Matteo Tosatto           | Alberto Ongarato           | Dmitri Konyschew            |
| 2005                              | Daniele Bennati          | Mikhailo Khalilov          | Marco Velo                  |
| 2006                              | Przemysław Niemiec       | Giuliano Figueras          | Volodímir Duma              |
| 2007                              | Vincenzo Nibali          | Matteo Priamo              | Borís Xpilévski             |
| 2008                              | Mattia Gavazzi           | Francesco Chicchi          | Gabriele Balducci           |
| 2009                              | Alessandro Petacchi      | Manuel Belletti            | Ruggero Marzoli             |
| 2010                              | Daniele Bennati          | Marco Marcato              | Caleb Fairly                |
| 2011                              | Daniel Martin            | Mauro Santambrogio         | Miguel Ángel Rubiano Chávez |
| 2012                              | Alessandro Ballan        | Carlos Betancur Gómez      | Valerio Agnoli              |
| 2013                              | Mattia Gavazzi           | Ivan Rovni                 | Taylor Phinney              |
| 2014                              | Pieter Weening           | Jérôme Baugnies            | Roman Maikin                |
| 2015 edició no realitzada         |                          |                            |                             |
| 2016                              | Daniele Bennati          | Sonny Colbrelli            | Giovanni Visconti           |
| 2017                              | Guillaume Martin         | Giovanni Visconti          | Mattia Cattaneo             |
| 2018                              | Gianni Moscon            | Romain Bardet              | Domenico Pozzovivo          |
| 2019                              | Giovanni Visconti        | Egan Bernal Gómez          | Nicolai Cherkasov           |
| 2020                              | Fernando Gaviria Rendón  | Robert Stannard            | Ethan Hayter                |
| 2021                              | Michael Valgren Andersen | Alessandro De Marchi       | Diego Ulissi                |
| 2022                              | Marc Hirschi             | Lorenzo Rota               | Daniel Martínez Poveda      |
| 2023                              | Pàvel Sivakov            | Richard Carapaz Montenegro | Felix Großschartner         |
| 2024                              | Clément Champoussin      | Michael Storer             | Jordan Jegat                |
| 2025                              |                          |                            |                             |